# 洋蔥頭 (表情符號)
洋蔥頭（Onion Tou）是台灣漫畫家Ethan（劉順龍，自稱E、蔥爸）筆下的形象，在網際網路上十分常見。洋蔥頭是通過部落格進行發佈更新。絕大多數用戶是通過可愛的洋蔥頭表情、大頭貼認識它的。目前它已經被商業化，部落格也以販售洋蔥頭相關產品為主。

## 沿革

### 起源
洋蔥頭係西元2006年由台灣漫畫家Ethan創造，根據作者本人介紹，洋蔥頭是源於MSN shell的手寫功能，畫洋蔥頭完全是因為好玩，而且是按照自己的樣子做打底。隨著時間經過，原作者認為到了成熟的階段，且洋蔥頭的造型也有了定著，他亦在一個電台節目的訪問中表示：「使用MSN朋友都知道，懶得打字時丟個表情娃娃傳達心意是最省事的溝通方式。」故把洋蔥頭表情化。

### 官方網誌──洋蔥酷樂部
洋蔥頭的表情在網路上使用後，出現了網路爆紅現象，在網路討論區上更出現了「洋蔥迷」，於是原作者設立了部落格形式的網站，以便日後對洋蔥頭的發佈洋蔥酷樂部。而在網誌主要包括以下內容：
- 洋蔥表情

發佈洋蔥頭的表情符號，可用於MSN、討論區等。
- 洋蔥大頭貼

發佈洋蔥頭的頭像式圖像，實際是由「洋蔥表情」轉化成的圖畫。
- 蔥研社

洋蔥頭漫畫集。
- 蔥E愛抬槓

根據原作者Ethan表示，主要是用來放原作者在找靈感時，虛構跟繪中的人物所發生的一些對話內容。
- 洋蔥資源區

發佈洋蔥頭的桌布及其他可用於網頁的連結等。
- 生活寫記

發佈原作者在一些事情上感想。
- 娛樂蔥報

發佈洋蔥頭在各種產業出現的消息。
- 個人以往作品

展示原作者除洋蔥頭以外所畫的作品。
- 洋蔥工商區

展示洋蔥頭被商業化後，曾經合作過的項目。

## 角色
- 蔥E

洋蔥頭原作者Ethan在漫畫中出現的一個形式。
- 蔥寶

洋蔥頭系列的主角，最初的名稱仍只用「洋蔥頭」，大部份出版的漫畫和表情符號都以他為主。
- 蔥妹

洋蔥頭系列的女主角，最初的名稱為「洋蔥妹」。
- 古惑蔥

反派角色，跟蔥寶有「過節」，但原作者並未對他們的「恩怨情仇」透露詳細。而蔥寶常稱他為「發育不良蔥」，而他稱蔥寶為「大肥蔥」。

## 版權被侵爭議
洋蔥頭的原作者Ethan是根據創作共用版權（Creative Commons）中的「姓名標示、非商業性、禁止改作」的條款（簡寫為「cc-by-nc-nd」，詳見CC授權條款）把洋蔥頭發佈和釋出；而原作者在官方網誌已放上有關的版權信息標誌，標頭上亦註明「歡迎大家使用洋蔥頭表情於個人用途或論壇，但是請勿自行加工修改或用於商業用途」的字眼，所以實際上有關洋蔥頭的修改和自行創作理應禁止。但現在坊間出現一些以洋蔥頭為藍本而修改或自製的表情和大頭貼，引起原作者和一些「尊重版權的洋蔥迷」不滿，其引起的問題至今亦未得到解決。

## 商業化及代言人
- 台灣Motorola推出限定套裝
- Airwav口香糖公仔
- 台灣婦幼衛生協會洋蔥頭保險套代言人
- Yahoo!奇摩拍賣網06年度代言肖像
- Cool礦泉水洋蔥頭限量版
- 魯道夫2007星座好運全記錄（書內插圖繪畫）[5]
- 錸德科技SD記憶卡